# Pluto Shervington
Leighton "Pluto" Shervington (13 de agosto de 1950 - 19 de janeiro de 2024), também conhecido como Pluto, foi um músico, cantor, engenheiro e produtor jamaicano de Reggae.

## Vida e Carreira
Leighton Shervington nasceu em Kingston, Jamaica, em 13 de agosto de 1950.
Shervington começou sua carreira no início dos anos 1970 como membro da banda Tomorrow's Children. Inspirado pelo sucesso de "Duppy or a Gunman" de Ernie Smith e "Play de Music" de Tinga Stewart, ambos em patoá pesado, ele gravou em estilo semelhante "Ram Goat Liver", inspirando Lee "Scratch" Perry para produzir uma versão popular com Jimmy Riley.
O single seguinte, "Dat" - sobre um Rastafari tentando comprar carne de porco (sem nomeá-la em voz alta), contrariamente à sua fé, para poder comprar maconha - alcançou considerável sucesso nas paradas internacionais em 1976, alcançando o 6º lugar no ranking a UK Singles Chart. Em 19 de fevereiro, Shervington apareceu em vídeo, cantando a música, no Top of the Pops da BBC e apareceu novamente na semana seguinte, em 4 de março. A Trojan Records capitalizou esse sucesso ao relançar seu primeiro single, que alcançou o pico fora do top 40 no Reino Unido.
Shervington também se destacou como produtor, supervisionando a criação da música "Hooray Festival" de 1975, interpretada por Roman Stewart, e "Midnight Rider" de Paul Davidson, que alcançou a posição 10 no UK Singles Chart em dezembro de 1975.
Shervington mudou-se para Miami, Flórida, no verão de 1977. Ele continuou a gravar e alcançou o top 20 do Reino Unido novamente quando "Your Honor", originalmente gravado em 1975, mas nunca lançado anteriormente, foi lançado no início de 1982 junto com uma nova gravação "No Honor Among Tiefs". Em 1997, como convidado de honra na comemoração dos 30 anos de Ernie Smith no ramo, Shervington se apresentou ao lado de Ken Lazarus e dos membros sobreviventes da banda Now Generation no Pegasus Hotel, na Jamaica. Novamente, em 2001, ao lado de Ernie Smith, Shervington se apresentou junto com o veterano da música Lloyd Charmers nos eventos Heineken Startime para um Independence Showcase, que também incluiu apresentações dos Abyssinians e Eric Donaldson.
Shervington frequentemente se apresentava ao vivo em Miami e periodicamente retornava à sua terra natal para apresentações. A partir de 2007 ele tocou solo no Bahama Breeze em Kendall, Flórida, e todos os domingos no Black Point Marina em Cutler Bay, com uma banda de cinco integrantes. Ele apareceu no St. Kitts Music Festival em 22 de junho de 2007, dividindo o palco com Steel Pulse e Sean Paul, entre outros. Seu repertório abrangeu canções de Bob Marley, uma referência do público americano, bem como outros materiais que vão desde " Hotel California " dos Eagles até canções de calipso.
Além de seu trabalho como cantor, Shervington ganhou a reputação de baixista talentoso e engenheiro de gravação, principalmente como criador do álbum de 1974 de Little Roy, Tafari Earth Uprising. A partir de 2018, quando não estava em turnê, Shervington se apresentou solo várias vezes por semana no Bahama Breeze.
Shervington morreu em um hospital em Miami, Flórida, em 19 de janeiro de 2024, aos 73 anos. Gordon Robinson, advogado e comentarista social, disse que sua morte foi uma perda tremenda, escrevendo no Twitter: "Ele foi um ícone da época em que as letras eram escritas com habilidade linguística e humor, e a música era adequadamente estruturada e arranjada."

## Discografia selecionada

### Álbuns
- Ramgoat (1974)[15]
- Greatest Reggae Hits (1974)[16]
- Pluto (1975)[17]
- Play Mas' (1976)[18]
- Ire Mas Rockers Carnival (1981)[19]
- Again (1982)[19]
- Reggae Fever (1982)[20]
- Rhythm of the City (1990)[21]
- Second Wind (2008)[22][12]
- I Man Bitter (2012)[23]

### Músicas
- " Dat " 1976) - Reino Unido Número 6[24][25]
- "Ram Goat Liver" (1976) - Reino Unido Número 43[26][27]
- "Sua Honra" (1982) - Reino Unido Número 19[28]